# Bañugues
Bañugues es una de las 13 parroquias del concejo asturiano de Gozón (España), a 2 kilómetros de Luanco, capital del concejo. Su patrón es San Nicolás.

## Aldeas
Forman la parroquia de Bañugues las siguientes aldeas o lugares:
- Cerín: 86 habitantes
- La Ribera
- El Monte: 311 habitantes
- El Pueblo (El Llugar): 219 habitantes
- La Quintana: 31 habitantes
- La Espina
- La Playa

## Etimología
Hay dos posibles orígenes del nombre de Bañugues. Uno sería las "baniucas" que son las piletas en las que fermentaban el pescado los romanos asentados en la zona. Otro sería "bañu-gües" ya que, dado que la playa de Bañugues es de muy fácil acceso, se solían bañar los bueyes en la playa.

## Situación
Bañugues está situado en la costa del concejo de Gozón, al este del cabo Peñas. Está rodeado por las parroquias de Viodo, Verdicio y Heres y por el norte por el mar Cantábrico. Se llega hasta Bañugues desde Luanco por la carretera local GO-1. 
Sus coordenadas GPS son: 43°38′00″N 5°49′00″O / 43.63333, -5.81667

## Playa de Bañugues

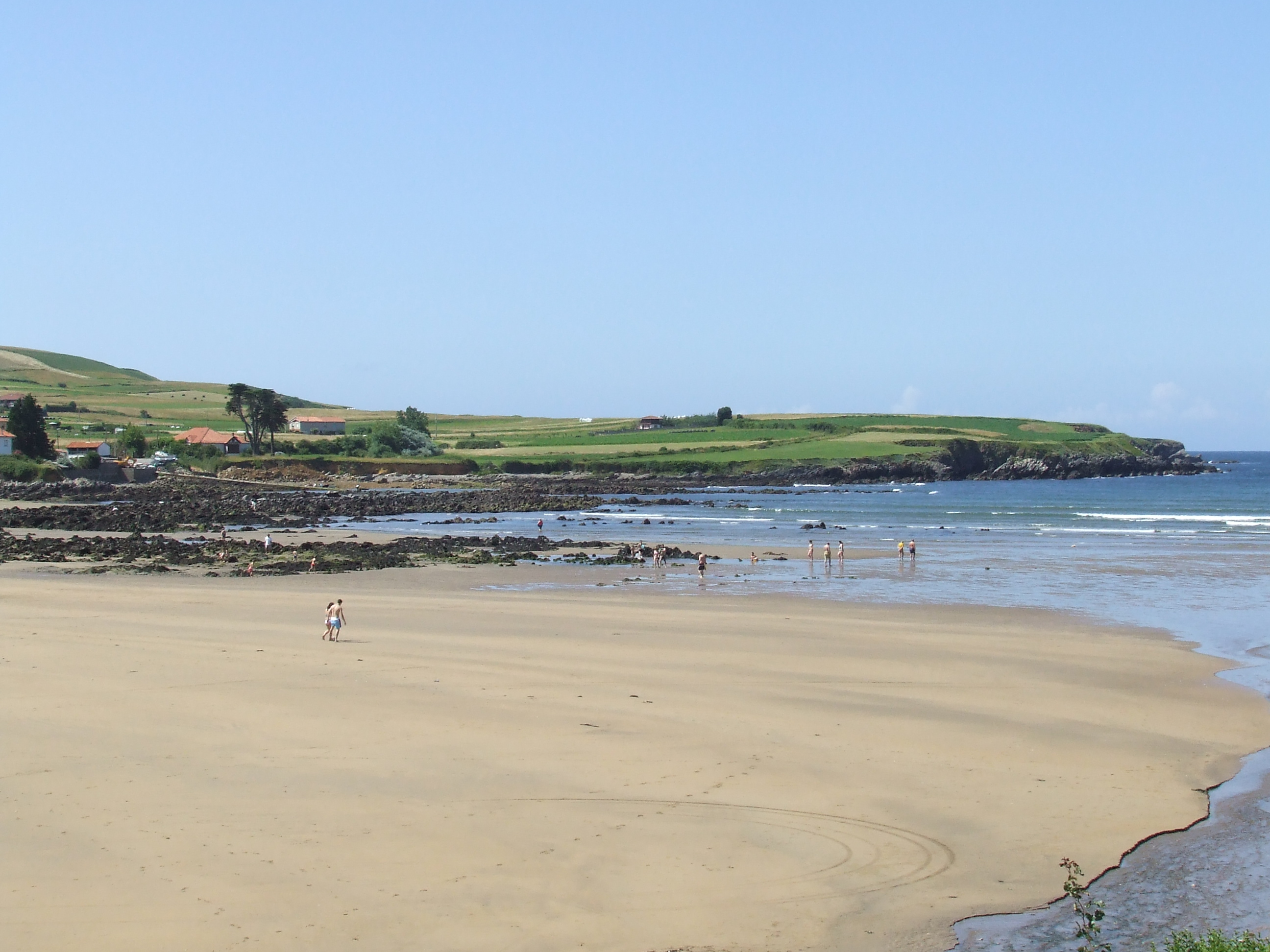
Playa de Bañugues.

Entre sus playas, la más concurrida es la playa de Bañugues, en cuya parte sur se sitúa un camping. La playa de Bañugues es un lugar privilegiado para la observación de aves migratorias junto con el cabo Peñas y la Punta de la Vaca en Luanco. Es una playa de arena dorada y aguas tranquilas de unos 400 metros de ancho y con afloramientos rocosos.

## Historia

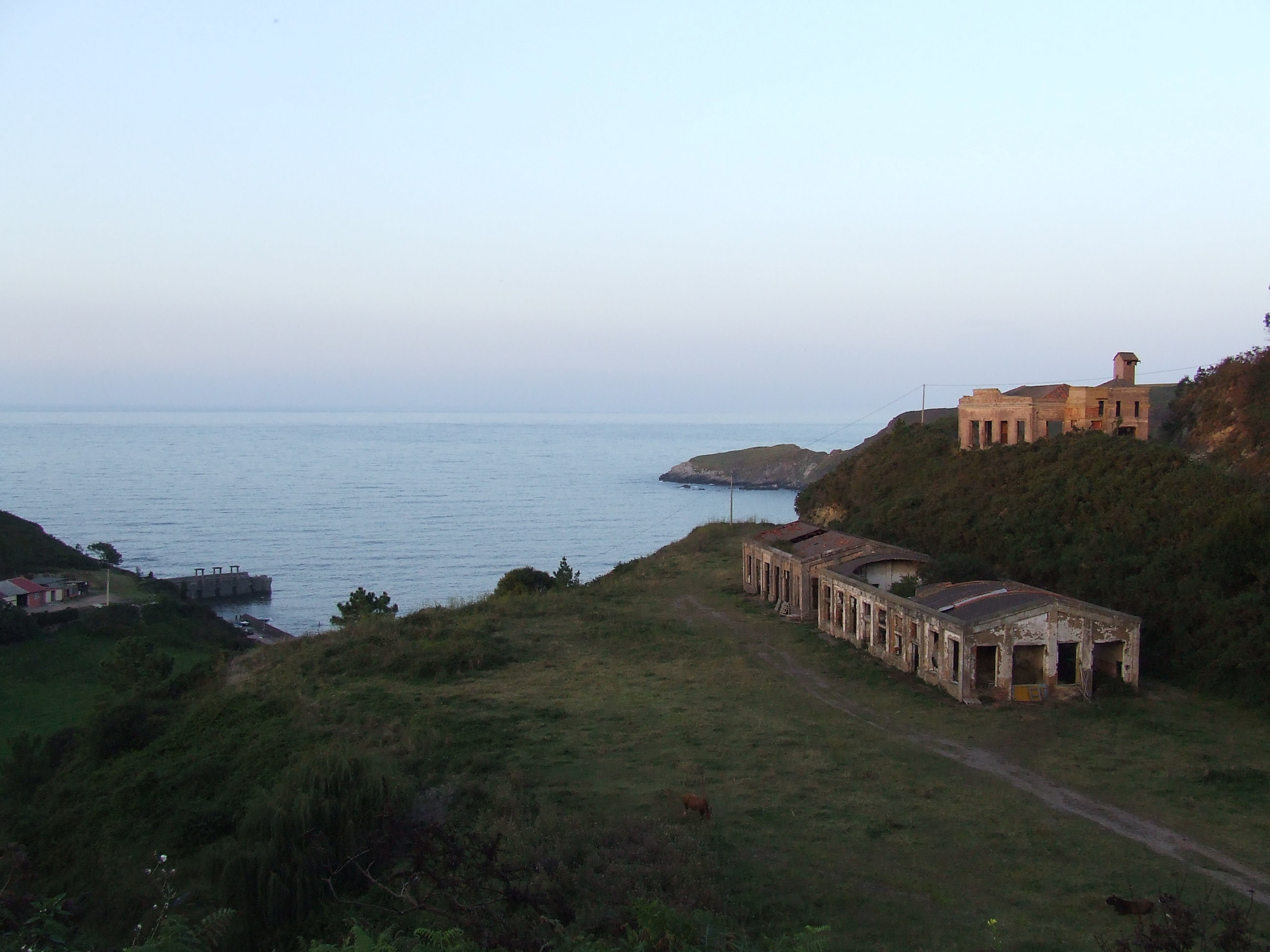
Mina abandonada de Llumeres.

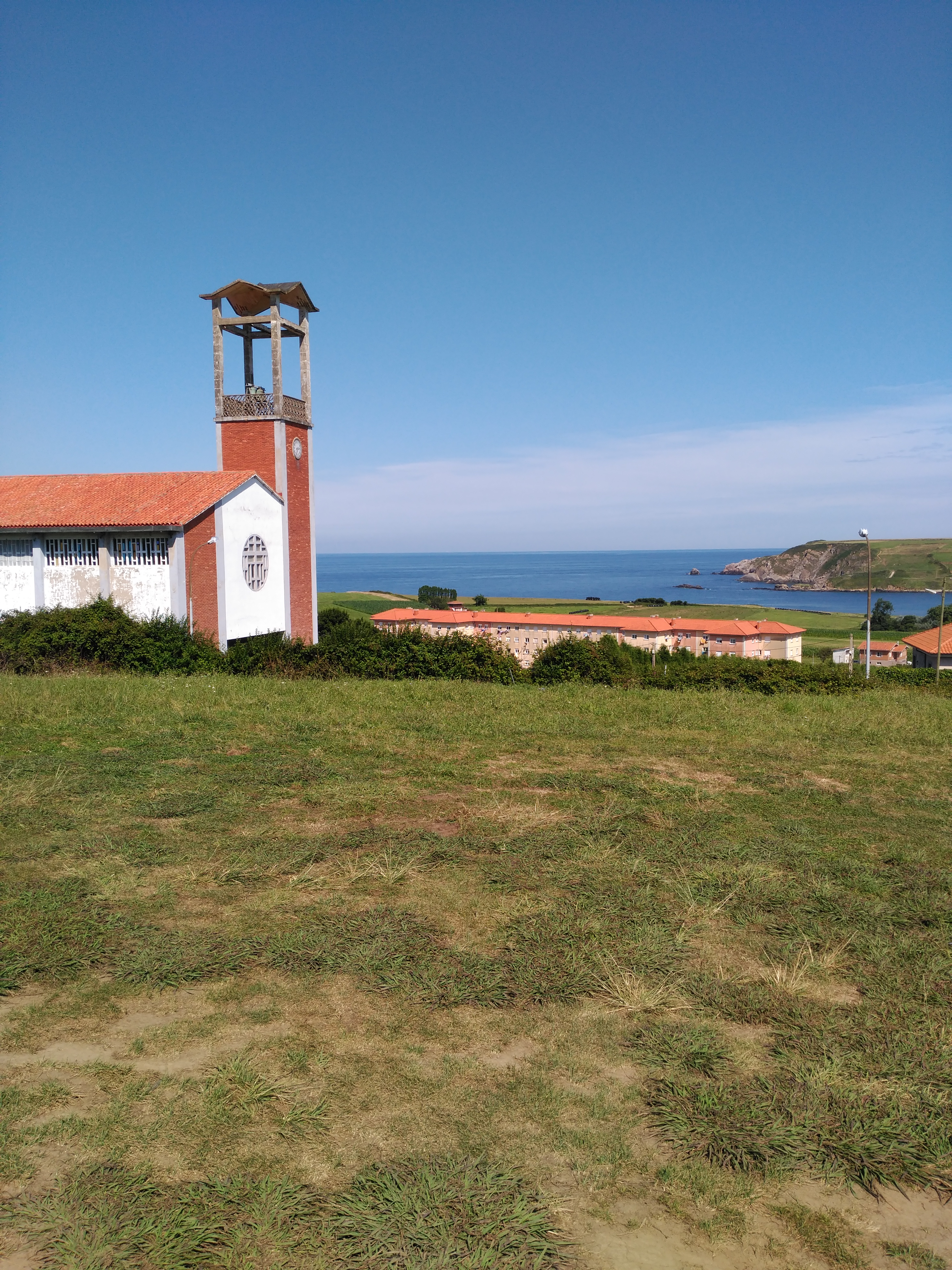
Iglesia parroquial de San Nicolás.

#### Prehistoria y Edad Antigua
Los restos más antiguos que se encontraron en Bañugues son de la época del Paleolítico antiguo, con numerosos restos de industria lítica del paleolítico, que supone el primer poblamiento más o menos estable conocido en Asturias. La protegida ensenada de la rasa costera proporcionaba buenas condiciones de habitabilidad, cerca de los recursos marinos y con suministro de agua abundante de los numerosos regatos que desembocan en el mar. En cualquier caso se trataría de pequeños grupos que no superarían la veintena de individuos, resguardados en cabañas de madera y con una alta movilidad vinculada a la caza. También hay restos del Asturiense, en la transición entre paleolítico y neolítico, representados por varios picos, el elemento más representativo de esa cultura. 
Antes del fin de las guerras cántabras (año 19 a. C.), se sabe que las comunidades costeras mantenían contactos con navíos provenientes de la Bética o Lusitania romanizadas. La arribada de Roma conllevará una adaptación del viejo mundo astur a las nuevas costumbres, cristalizando en torno al siglo II en una sociedad romanizada con un fuerte componente autóctono. Empiezan a surgir los primeros núcleos campesinos extramuros de los castros (que no obstante en algunos casos llegan en su ocupación a la alta Edad Media), las primeras aldeas (vici) y las primeras granjas, antecedentes directos de las tradicionales quintanas asturianas. Vuelve a ser Bañugues el emplazamiento con restos más importantes, con fragmentos de cerámica, muros y cimentaciones, estucos, molinos manuales, tejas e incluso restos óseos. En la zona se encontró una moneda de Constantino (306-366). 

#### Edad Media y Moderna
De la época medieval se han perdido restos como una ventana prerrománica de Bañugues. El fuerte temporal del año 2014 sacó a la luz, debido a las embestidas del mar, restos del antiguo cementerio parroquia cerca de la playa, datando los arqueólogos restos medievales.
Durante los siglos XVII y XVIII, tiene una gran fuerza el sector pesquero.

#### Edad Contemporánea
En el siglo XIX el campo seguía aferrado a los viejos usos y costumbres, si bien iban apareciendo ya cultivos industriales como la remolacha. La minería toma fuerza con la explotación de mineral de hierro de la mina de Llumeres (1859-1967) en Bañugues, propiedad de Duro Felguera. El material se trasladaba hasta la Fábrica de La Felguera para alimentar sus altos hornos. Debido a esta actividad, una gran playa cercana a esta mina (playa de Llumeres) cobró un color rojizo. Las instalaciones de la mina y el puerto que se construyeron serán ahora rehabilitadas, como patrimonio industrial. Recientemente se ha encontrado en esta zona tamarugita, un mineral único en la Europa continental.
En la primera mitad del siglo XX se construyen las nuevas carreteras a Avilés y Candás y comienza a aparecer el turismo. Nace el camping de Bañugues, pero la parroquia queda al margen de la masificación y fuera de la especulación inmobiliaria, manteniendo su aspecto rural.

## Fiestas
- Durante marzo (dependiendo de las mareas) es el Festival del Oricio (Erizo de mar).
- El primer fin de semana de agosto (incluido si el domingo es día 1) son las fiestas sacramentales de Bañugues.
- En septiembre se celebra la festividad a la Virgen del Carmen, patrona de los marineros.
- El 6 de diciembre la festividad del patrón San Nicolás.